# Abeuk Budi
Abeuk Budi is een bestuurslaag in het regentschap Bireuen van de provincie Atjeh, Indonesië. Abeuk Budi telt 740 inwoners (volkstelling 2010).